# 想 SOH/自分で選んだ明日をゆく
「想 SOH」（そう）は、少年隊の26枚目のシングル。2006年7月9日発売。発売元はジャニーズ・エンタテイメント。

## 解説
前作「君がいた頃」以来、実に5年半ぶりの久々のシングルである。
表題曲は『PLAYZONE2006 Change』のテーマソングである。
2020年9月20日、メンバーの錦織一清と植草克秀は、同年12月31日を以てジャニーズ事務所を退所することをファンクラブ会員サイトで報告。3人の少年隊としての最後のシングルとなった。

## 収録曲
1. 想 SOH [5:33] 
  - 作詞：島崎貴光
  - 作曲：Thomas Thornholm/Michael Clauss/Dan Attlerud
  - 編曲：m-takeshi
2. 自分で選んだ明日をゆく [5:51] 
  - 作詞：六ツ見純代
  - 作曲：Fredrik Hult/Eivind Buene/Ronny Janssen
  - 編曲：川端良征
3. 想 SOH -オリジナル・カラオケ- [5:34]
4. 自分で選んだ明日をゆく -オリジナル・カラオケ- [5:49]

## 収録アルバム
- PLAYZONE2006 Change（#1, 2）
  - #1はサントラバージョンを収録。
- 少年隊 35th Anniversary BEST（#1）